# Franziska Riotte
Pour les articles homonymes, voir Riotte.

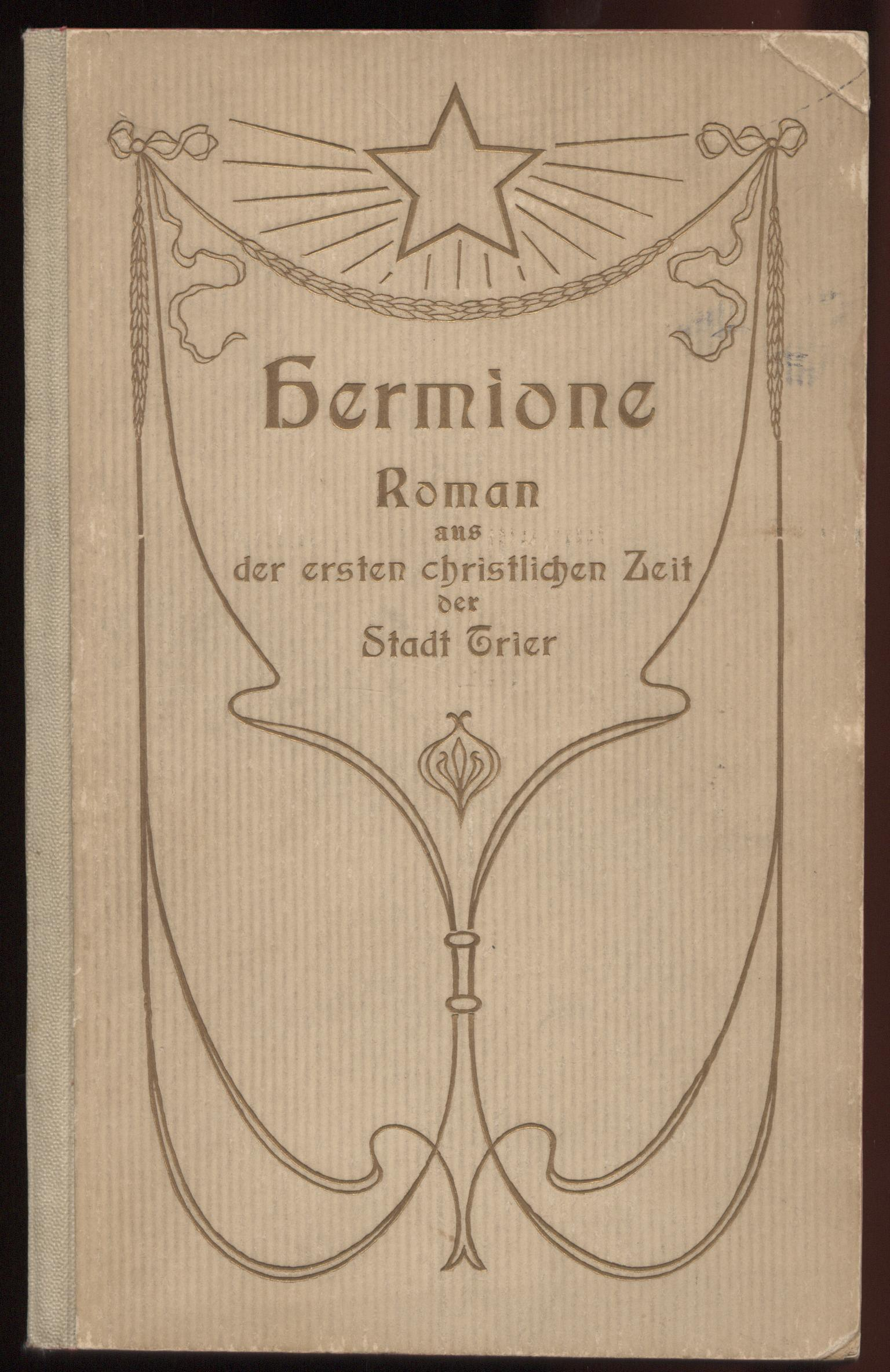
Jugendstileinband par Franziska Riottes œuvre la plus célèbre.

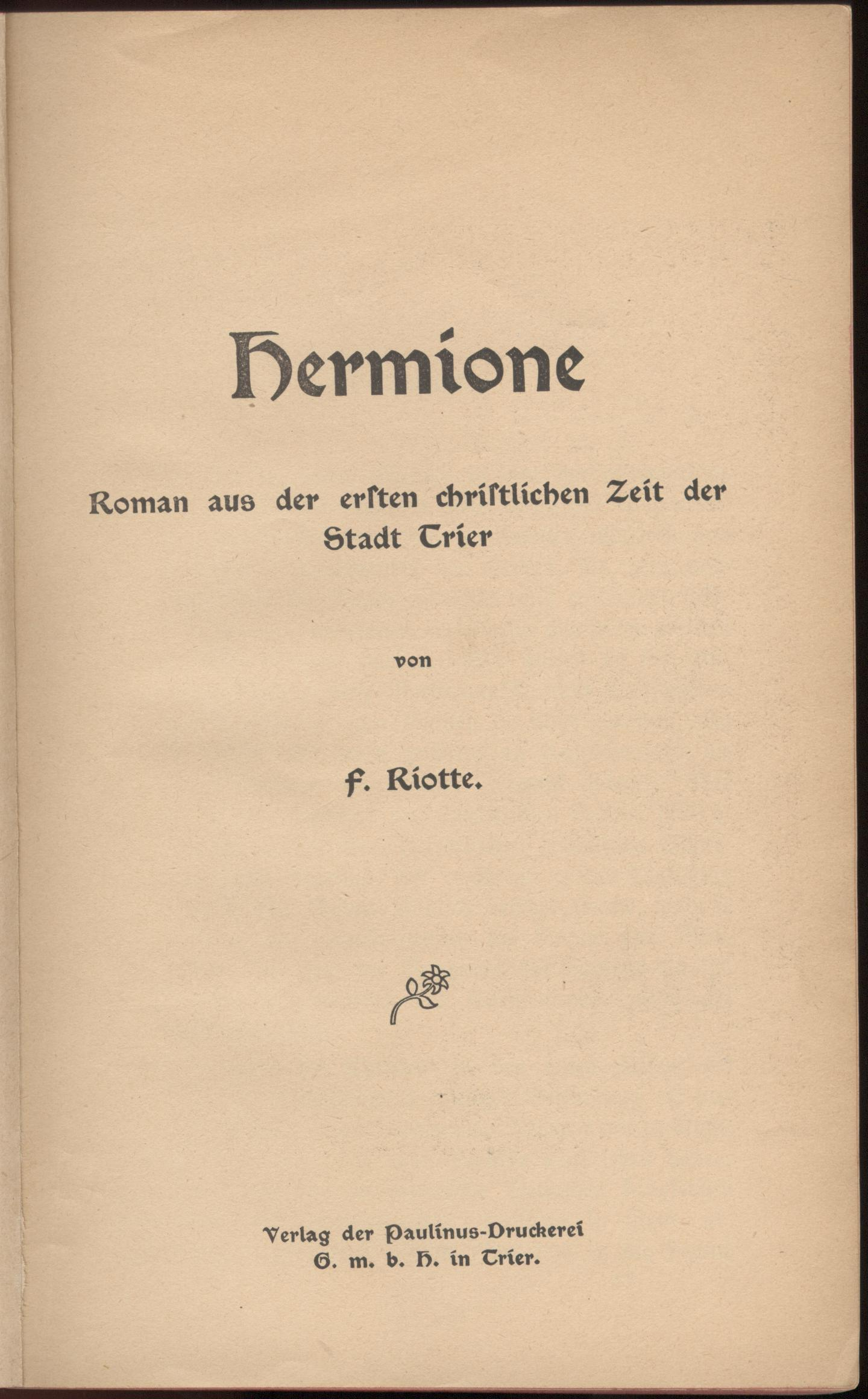
La couverture du roman "Hermione" par Franziska Riotte.

Anna Franziska Riotte, née le 18 mai 1845 à Grünstadt et morte le 24 avril 1922 à Trèves-Ehrang, est une peintre allemande et une écrivaine.

## Biographie
Franziska Riotte est née à Grünstadt, elle est la fille du portraitiste Anton Riotte, originaire de Saint-Wendel, et de sa femme Philippina Franziska, née Völkel.

## Œuvres
- "Theodulf - Ein Sang aus alter Zeit", Bachem-Verlag, Köln, 1888
- "Hermione - Roman aus der ersten christlichen Zeit der Stadt Trier", 1893, Paulin-Verlag, Trèves, mehrere Neuauflagen u.A. 1906 et 1930 und in "Darbachs Novellenkranz"
- "Wie ich zu meiner Frau kam", 1891
- "Glocken von Vineta", 1898
- "Rheinfahrt", 1903

## Sources
- Viktor Carl: "Lexikon Pfälzer Persönlichkeiten", Hennig Verlag, Edenkoben, 2004,  (ISBN 3-9804668-5-X), Pages 710/711
- Walter Lampert: "1100 Jahre Grünstadt", Stadtverwaltung Grünstadt, 1975, Page 382/383
- Riotte, Frl.Modèle:PatakySophie PatakyModèle:Pataky
- Monz, Heinz (Hrsg.): Trierer Biographisches Lexikon. Landesarchivverwaltung, Coblence, 2000,  (ISBN 3-931014-49-5), S. 373.
- Wilhelm Kosch: "Das katholische Deutschland", Biographisch-Bibliographisches Lexikon, Augsbourg 1930 bis 1938